# Hôn nhân cùng giới ở Cuba
Hôn nhân cùng giới ở Cuba đã hợp pháp hóa kể từ ngày 27 tháng 9 năm 2022 sau khi đa số cử tri chấp thuận việc hợp pháp hóa hôn nhân cùng giới trong một cuộc trưng cầu dân ý hai ngày trước đó. Hiến pháp Cuba đã cấm kết hôn cùng giới cho đến năm 2019; tuy nhiên vào tháng 5 năm 2019, chính phủ nước này đã bắt đầu công bố kế hoạch hợp pháp hóa hôn nhân cùng giới. Dự thảo Bộ luật Gia đình với các điều khoản cho phép các cặp cùng giới kết hôn và nhận con nuôi đã được Hội đồng Nhà nước Cuba thông qua vào ngày 21 tháng 12 năm 2021. Dự luật sau đó đã được tham vấn cộng đồng cho đến ngày 6 tháng 6 năm 2022 và được Hội đồng Nhà nước thông qua vào ngày 22 tháng 7 cùng năm. Hai phần ba số cử tri đã chấp nhận dự luật trong một cuộc trưng cầu dân ý được tổ chức vào ngày 25 tháng 9 năm 2022. Chủ tịch nước Cuba Miguel Díaz-Canel đã ký ban hành bộ luật gia đình mới vào ngày 26 tháng 9, và chính thức có hiệu lực kể từ ngày đăng lên Công báo vào hôm sau.
Cuba là quốc gia có chủ quyền đầu tiên ở vùng Caribe, thứ tám ở khu vực Mỹ Latinh, quốc gia cộng sản đầu tiên và là quốc gia thứ 32 trên thế giới hợp pháp hóa hôn nhân cùng giới.

## Kết hợp dân sự
Bộ luật kết hợp dân sự lần đầu tiên đã được đề xuất vào năm 2007. Theo các báo cáo, dự luật đã được thảo luận bởi Quốc hội Chính quyền Nhân dân Cuba và do Mariela Castro – giám đốc Trung tâm Giáo dục Tình dục Cuba và là con gái của Bí thư thứ nhất Đảng Cộng sản Cuba Raúl Castro – thúc đẩy. Đạo luật ngay sau đó đã không đủ phiếu để Quốc hội thông qua mặc dù Mariela Castro tuyên bố rằng cha cô có ủng hộ đạo luật.
Bộ luật Gia đình Cuba năm 2022 được đã được đưa ra trưng cầu dân ý vào ngày 25 tháng 9 năm 2022 bao gồm các điều khoản cho phép các cặp đôi được kết hợp dân sự (uniones de hecho afectivas).

## Hôn nhân cùng giới

### Nỗ lực thay đổi Hiến pháp
Điều 36 trong Hiến pháp Cuba được ban hành vào năm 1976 đã định nghĩa hôn nhân là "sự kết hợp được thiết lập một cách tình nguyện giữa một nam và một nữ" cho đến năm 2019. Như vậy có thể hiểu, hiến pháp không đồng thuận việc kết hôn cùng giới. Vào tháng 12 năm 2017, các nhóm LGBT đã phát động nhiều chiến dịch công khai để bãi bỏ lệnh cấm. Đến ngày 4 tháng 5 năm 2018, Mariela Castro cho biết bà sẽ đề xuất sửa đổi Hiến pháp và kèm theo đó là những biện pháp hợp pháp hóa hôn nhân cùng giới vì quá trình cải cách hiến pháp dự kiến sẽ được bắt đầu vào tháng 7 năm 2018. Hội đồng Nhà nước Cuba, Homero Acosta Álvarez đã tuyên bố dự thảo hiến pháp sẽ bao gồm một điều khoản xác định hôn nhân là "sự kết hợp giữa hai người". Dự thảo chính thức được thông qua sau đó vào ngày 22 tháng 7 và được tham vấn cộng đồng trong thời gian kéo dài từ ngày 13 tháng 8 đến ngày 15 tháng 11 năm 2018.
Vấn đề hôn nhân cùng giới đã dẫn đến nhiều cuộc tranh luận có tổ chức công khai hiếm hoi tại Cuba. Vào tháng 6 năm 2018, năm giáo phái của Kitô giáo thậm chí đã đưa ra tuyên bố hôn nhân cùng giới "đi ngược lại với tinh thần Cách mạng Cộng sản". Hàng trăm tấm áp phích đã được trưng bày xung quanh La Habana bởi những người phản đối và ủng hộ hôn nhân cùng giới. Vào tháng 9 năm 2018, sau sự phản đối của phe bảo thủ đối với đề xuất hợp pháp hóa hôn nhân cùng giới, Chủ tịch Miguel Díaz-Canel đã đưa ra tuyên bố ủng hộ hôn nhân cùng giới trong cuộc phỏng vấn đầu tiên kể từ khi nhậm chức vào tháng 4; trả lời TeleSUR ông đã nói sẽ ủng hộ "nhân nhân giữa những người không có bất kỳ hạn chế" và ủng hộ "xóa bỏ mọi hình thức phân biệt đối xử trong xã hội".
Vào ngày 18 tháng 12 năm 2018, Ủy ban Hiến pháp đã loại bỏ định nghĩa về hôn nhân khỏi dự thảo. Thay vào đó, ủy ban đã sử dụng ngôn ngữ trung lập về giới tính và định nghĩa hôn nhân là một "thể chế xã hội và pháp lý" mà không đề cập đến giới tính của các bên. Điều này có nghĩa, hiến pháp mới sẽ không hợp pháp hóa hôn nhân cùng giới, nhưng đồng thời lệnh cấm kết hôn cùng giới cũng sẽ bị bãi bỏ. Mariela Castro sau đó có tuyên bố về việc hôn nhân cùng giới sẽ được hợp pháp hóa thông qua việc thay đổi Bộ luật Gia đình. Trên tờ báo Havana Times, người bình luận về hoạt động nhân quyền Luis Rondón Paz đã lập luận cho rằng chính phủ chưa bao giờ có ý định hợp pháp hóa hôn nhân cùng giới, thay vào đó, họ lại đang chuyển hướng dư luận khỏi các vấn đề trong nước và quảng bá ra quốc tế như mình là một quốc gia tiến bộ.
Hiếp pháp mới sau đó đã được thông qua sau một cuộc trưng cầu dân ý với tỉ lệ ủng hộ lên tới 90,6% và ngày 24 tháng 2 năm 2019 và có hiệu lực chính thức vào ngày 10 tháng 4 năm 2019. Điều thứ 82 của Hiến pháp có mô tả như sau:
Hôn nhân là một thiết chế xã hội và pháp lý. Đó là một hình thức tổ chức gia đình. Nó được dựa trên sự tự nguyện và sự bình đẳng về quyền, nghĩa vụ và năng lực pháp lý của các phối ngẫu. Pháp luật xác định hình thức mà nó được cấu thành và tác động của nó.

### Thay đổi Bộ luật Gia đình

Kết quả trưng cầu dân ý về Bộ luật Gia đình năm 2022 theo các tỉnh, thành của Cuba

Trước khi hợp pháp hóa hôn nhân cùng giới vào tháng 9 năm 2022, điều 2 của Bộ luật Gia đình Cuba đã hạn chế hôn nhân đối với "một nam và một nữ". Đồng thời, nó cũng không công nhận các cuộc hôn nhân cùng giới được thực hiện bên ngoài Cuba.
Vào đầu tháng 3 năm 2019, ngay sau cuộc trưng cầu dân ý về hiến pháp, chính phủ đã khởi động quy trình tham vấn cộng đồng về bộ luật gia đình mới bao gồm các điều khoản công nhận hôn nhân cùng giới. Vào tháng 5 năm 2019, có thông báo cho rằng Liên đoàn Luật sư Cuba đang nghiên cứu Bộ luật mới. Đến tháng 9 năm 2021, dự thảo bộ luật gia đình về hợp pháp hóa hôn nhân cùng giới đã được trình bày. Nó đã được Quốc hội nhất trí thông qua vào ngày 21 tháng 12 năm 2021, và đăng trên Công báo ngày 13 tháng 1 năm 2022. Bộ luật đã được tham vấn cộng đồng từ ngày 15 tháng 2 đến ngày 6 tháng 6 năm 2022. Theo dữ liệu chính thức, 79.000 cuộc họp đã được tổ chức trên khắp Cuba với khoảng 6,5 triệu công dân tham gia. Chính phủ báo cáo rằng 61% phản hồi đối với cuộc tham vấn là ủng hộ hôn nhân cùng giới.
Điều 201 của bộ luật đã mô tả hôn nhân là "sự kết hợp đồng thuận của hai người", và chương 3 của bộ luật cho phép các cặp đôi đồng tính nhận con nuôi. Bộ luật này cũng đảm bảo sự bảo vệ tốt hơn cho trẻ em và thanh thiếu niên, sự đồng trách nhiệm của cha mẹ trong việc giáo dục con cái và quyền bình đẳng giữa nam và nữ. Đồng thời, nó cũng đảm bảo quyền của trẻ vị thành niên không trở thành đối tượng của sự độc đoán, bạo lực hoặc bỏ mặc của cha mẹ, và thiết lập một độ tuổi kết hôn đồng nhất là 18 tuổi đối với nam và nữ. Sự chấp thuận cuối cùng của Hội đồng diễn ra vào ngày 22 tháng 7 năm 2022 và đưa ra trưng cầu dân ý vào ngày 25 tháng 9 năm 2022. Khoảng 67% cử tri đã chấp thuận những thay đổi đối với bộ luật, đưa Cuba trở thành quốc gia cộng sản đầu tiên hợp pháp hóa hôn nhân cùng giới và thứ 32 trên toàn thế giới. Chủ tịch nước Cuba Díaz-Canel đã ký và đưa thành luật vào ngày 26 tháng 9, và có hiệu lực sau ngày được đăng trên Công báo. Cuộc hôn nhân cùng giới đầu tiên ở Cuba được cử hành vào ngày 5 tháng 10 năm 2022 tại Manzanillo.

## Dư luận
Một cuộc khảo sát của Apretaste năm 2019 cho thấy 63,1% người dân Cuba ủng hộ việc hợp pháp hóa hôn nhân cùng giới, trong khi 36,9% phản đối.